# Augochloropsis cognata
Augochloropsis cognata är en biart som beskrevs av Jesus Santiago Moure 1944. Augochloropsis cognata ingår i släktet Augochloropsis och familjen vägbin. Inga underarter finns listade.